# Бернар Клерфе
Бернар Клерфе (фр. Bernard Clerfayt; Брисел, 30. децембар 1961) је белгијски политичар. Од 2001. године био је градоначелник Schaerbeeka, једне од највећих општина Брисела. Тренутно је државни секретар финансија Белгије. Такође је потпредседник Front Démocratique des Francophones, чланице Mouvement Réformateur, белгијске либералне партије француске заједнице.
Дипломирао је економију на Université Catholique de Louvain (UCL) 1986. године и потом је радио као асистент истраживања на Katholieke Universiteit Leuven’s (KUL), Центру за економске студије. После стажирања у Међународном монетарном фонду у Вашингтону, прикључио се IRES — Economic Analysis Service на UCL. Даље је градио каријеру као истраживачки и предавачки асистент. Убрзо је добио и место на Macroeconomics and Political Economics на UCL, на Facultés Universitaires Catholiques de Mons и на Facultés Universitaires de Lille (1984.—1997).
Политиком се почео бавити у 1980-има, када је постао члан FDF-a у Schaerbeeku где се и преселио. Године 1995. постао је други заменик градоначелника Schaerbeeka и коначно градоначелник 2001. године. У јуну 1989. године изабран је за бриселски парламент, а реизабран је 1995. 1999. и 2004. године. Био је на различитим дужностима као што су потпредседник бриселског регионалног савета и председник Одбора за градско и државно планирање и земљишне прописе. Године 2007. је изабран у Доњи дом белгијског парламента, а 2008. је именован за државног секретара финансија са посебним задужењима за модернизацију Одсека финансија, опорезивање и борбу против пореских превара.